# Rui Miguel (football, 1975)
Pour les articles homonymes, voir Rui Miguel et Lopes.
Rui Miguel Magalhães Lopes, plus communément appelé Rui Miguel,  est un footballeur portugais né le 28 avril 1975 à Guimarães. Il évolue au poste d'attaquant.

## Biographie
Rui Miguel joue principalement en faveur du CD Nacional, du Vitória Setúbal, du Paços de Ferreira et du Deportivo Aves.
Au total, Rui Miguel dispute 95 matchs en 1re division portugaise et inscrit 13 buts dans ce championnat.
Il reçoit par ailleurs 2 sélections en équipe du Portugal des moins de 21 ans.

## Carrière
- 1993-1994 :  Sporting Braga
- 1994-1995 :  FC Famalicão
- 1995-1997 :  CD Nacional
- 1997-1998 :  Boavista
- 1998-1999 :  FC Maia
- 1999-2000 :  Paços de Ferreira
- 2000-2003 :  Vitória Setubal
- 2003-2004 :  Paços de Ferreira
- 2004-2005 :  Deportivo Aves
- 2005-2006 :  Varzim
- 2006 :  Gondomar SC
- 2007 :  SC Olhanense
- 2007-2009 :  Deportivo Aves
- 2009-2010 :  Moreirense FC
- 2010-2011 :  Merelinense FC[1]

## Palmarès
- Champion du Portugal de D2 en 2000 avec le Paços de Ferreira

## Statistiques
À l'issue de la saison 2010-2011
- 2 matchs et 1 but en Coupe d'Europe des vainqueurs de coupes
- 95 matchs et 13 buts en 1re division portugaise
- 223 matchs et 66 buts en 2e division portugaise
- 64 matchs et 31 buts en 3e division portugaise